# Galotta
Galotta ist eine Rotweinsorte aus der Schweiz. Es handelt sich um eine Neuzüchtung aus dem Jahr 1981 der Station Federale de Recherches en Production Vegetale de Changins, der Eidgenössischen Forschungsanstalt für Pflanzenbau Agroscope RAC Changins in Pully. Sie ist eine Kreuzung aus den roten Sorten Gamay und Ancellotta. Ab dem Jahr 1995 erfolgten in grösserem Stil Feldversuche in Weinbergen des Wallis, des Waadtlands und des Tessin.
Galotta findet sich seit dem Jahrgang 2005 in den Statistiken des Schweizer Weinbaus. Im ersten Jahr wurden 0,0395 ha deklariert. Ein Jahr später lag die Fläche bereits bei 0,2882 ha. In der Erhebung des Jahres 2009 wurde die bestockte Rebfläche mit 13,16 Hektar angegeben.(Stand 2009, Quelle: Office fédéral de l'agriculture OFAG).
Abstammung: Ancellotta x Gamay

## Ampelographische Sortenmerkmale
In der Ampelographie wird der Habitus folgendermassen beschrieben:
- Die Triebspitze ist offen. Sie ist leicht wollig behaart, grünlich mit sehr leichtem karminfarbenem Anflug. Die hellgrünen Jungblätter sind leicht wollig behaart.
- Die mittelgrossen Blätter (siehe auch den Artikel Blattform) sind fünflappig und tief gebuchtet. Die Stielbucht ist V-förmig offen. Das Blatt ist stumpf gezahnt, die Zähne sind mittelgross. Die Blattoberfläche, auch Blattspreite genannt, ist leicht blasig.
- Die walzen- bis konusförmige Traube ist geschultert, klein bis mittelgross und recht dichtbeerig. Die rundlichen Beeren sind klein bis mittelgross und von bläulich-violetter Farbe.

Die Rebsorte reift ca. 8 Tage nach dem Gutedel, also ähnlich wie der Gamay und gilt somit als früh reifend. Galotta ist eine Varietät der Edlen Weinrebe (Vitis vinifera). Sie besitzt zwittrige Blüten und ist somit selbstfruchtend. Beim Weinbau wird der ökonomische Nachteil vermieden, keinen Ertrag liefernde, männliche Pflanzen anbauen zu müssen.